# Astronesthes boulengeri
Astronesthes boulengeri es una especie de pez de la familia Stomiidae en el orden de los Stomiiformes.

## Morfología
• Los machos pueden llegar alcanzar los 21 cm de longitud total.

## Hábitat
Es un pez de  mar  y de aguas profundas que vive entre 12-4.000 m de profundidad.

## Distribución geográfica
Se encuentra en el Índico, el Pacífico y el Atlántico entre 30 ° y 40 ° S.